# Alan van der Merwe
 (octobre 2021).
La mise en forme du texte ne suit pas les recommandations de Wikipédia : il faut le « wikifier ».
Les points d'amélioration suivants sont les cas les plus fréquents. Le détail des points à revoir est peut-être précisé sur la page de discussion.
- Les titres sont pré-formatés par le logiciel. Ils ne sont ni en capitales, ni en gras.
- Le texte ne doit pas être écrit en capitales (les noms de famille non plus), ni en gras, ni en italique, ni en « petit »…
- Le gras n'est utilisé que pour surligner le titre de l'article dans l'introduction, une seule fois.
- L'italique est rarement utilisé : mots en langue étrangère, titres d'œuvres, noms de bateaux, etc.
- Les citations ne sont pas en italique mais en corps de texte normal. Elles sont entourées par des guillemets français : « et ».
- Les listes à puces sont à éviter, des paragraphes rédigés étant largement préférés. Les tableaux sont à réserver à la présentation de données structurées (résultats, etc.).
- Les appels de note de bas de page (petits chiffres en exposant, introduits par l'outil «  Source ») sont à placer entre la fin de phrase et le point final[comme ça].
- Les liens internes (vers d'autres articles de Wikipédia) sont à choisir avec parcimonie. Créez des liens vers des articles approfondissant le sujet. Les termes génériques sans rapport avec le sujet sont à éviter, ainsi que les répétitions de liens vers un même terme.
- Les liens externes sont à placer uniquement dans une section « Liens externes », à la fin de l'article. Ces liens sont à choisir avec parcimonie suivant les règles définies. Si un lien sert de source à l'article, son insertion dans le texte est à faire par les notes de bas de page.
- La présentation des références doit suivre les conventions bibliographiques. Il est recommandé d'utiliser les modèles {{Ouvrage}}, {{Chapitre}}, {{Article}}, {{Lien web}} et/ou {{Bibliographie}}. Le mode d'édition visuel peut mettre en forme automatiquement les références.
- Insérer une infobox (cadre d'informations à droite) n'est pas obligatoire pour parachever la mise en page.

Pour une aide détaillée, merci de consulter Aide:Wikification.
Si vous pensez que ces points ont été résolus, vous pouvez retirer ce bandeau et améliorer la mise en forme d'un autre article.
Alan van der Merwe, né le 31 janvier 1980, est un pilote automobile sud-africain, entrepreneur et ancien pilote de la Medical Car lors des épreuves du championnat du monde de Formule 1.

## Biographie
Alan van der Merwe a remporté le Festival de Formule Ford en 2001. En 2003, il gagne le championnat de Formule 3 britannique, et a piloté pour l'équipe Super Nova Racing en Formule 3000 en 2004. Son argent de parrainage s'étant épuisé à la mi-saison, il est engagé en tant que pilote d'essai à temps partiel pour BAR – Honda.
En 2005 et 2006, Van der Merwe a couru dans la série du Grand Prix A1 pour l'équipe d'Afrique du Sud, avec une septième place en Nouvelle-Zélande . En 2006, il rejoint la Bonneville 200 MPH Club, en conduisant une voiture de l'équipe BAR-Honda à des vitesses supérieures pour leur projet Bonneville 400 ; une tentative d'établir un record officiel de vitesse au sol pour une voiture de Formule 1 sur les célèbres Bonneville Salt Flats. En 2008, il a conduit pour l'équipe James Watt Automotive les 1 000 km de Silverstone, faisant partie du championnat Le Mans Series 2008 terminant à la 33e place en ayant complété 159 tours. Il revient pour la manche finale du Grand Prix A1 en 2009 lors de la course à Brands Hatch.
De 2009 à 2021, Van der Merwe officiait en tant que pilote de la voiture médicale lors des épreuves du championnat du monde de Formule 1 jusqu'à son remplacement par Bruno Correia en 2022 à la suite de son non-respect des règles sanitaires.

## Records de course
| 2001    | Festival de Formule Ford                | Inconnu                  | 1              | 0              | 1              | NC             | 1er            |                |                |
| 2001    | Championnat britannique de Formule Ford | Inconnu                  | 14             | 2              | 1              | ?              | 2e             |                |                |
| 2002    | Formule 3 britannique                   | Carlin Motorsport        | 30             | 0              | 1              | 98             | 8e             |                |                |
| 2003    | Formule 3 britannique                   | Carlin Motorsport        | 24             | 5              | 9              | 308            | 1er            |                |                |
| 2004    | Formule 3000                            | Super Nova Racing        | 7              | 0              | 0              | 2              | 14e            |                |                |
| 2005    | Formule Un                              | BAR                      | Pilote d'essai | Pilote d'essai | Pilote d'essai | Pilote d'essai | Pilote d'essai | Pilote d'essai | Pilote d'essai |
| 2006-07 | Grand Prix A1                           | Équipe A1 Afrique du Sud | 8              | 0              | 0              | 0              | NC             |                |                |
| 2008    | Série Le Mans                           | James Watt Automobile    | 1              | 0              | 0              | 2              | 37e            |                |                |
| 2008-09 | Grand Prix A1                           | Équipe A1 Afrique du Sud | 2              | 0              | 0              | 0              | NC             |                |                |

### Résultats complets de la Formule 3000 internationale
| Année | Participant       | 1     | 2       | 3     | 4       | 5     | 6     | 7       | 8   | 9   | dix | CC  | Points | Réf   |
| ----- | ----------------- | ----- | ------- | ----- | ------- | ----- | ----- | ------- | --- | --- | --- | --- | ------ | ----- |
| 2004  | Super Nova Racing | OMI 8 | CHAT 12 | LUN 9 | NUR Ret | MAG 9 | SIL 8 | HOC Ret | HUN | SPA | MNZ | 14e | 2      | [ 6 ] |

### Résultats complets du Grand Prix A1
| Année   | Participant              | 1       | 2       | 3           | 4           | 5       | 6       | 7       | 8       | 9         | dix         | 11        | 12         | 13         | 14          | 15      | 16      | 17      | 18      | 19        | 20         | 21      | 22      | CC  | Points | Réf   |
| ------- | ------------------------ | ------- | ------- | ----------- | ----------- | ------- | ------- | ------- | ------- | --------- | ----------- | --------- | ---------- | ---------- | ----------- | ------- | ------- | ------- | ------- | --------- | ---------- | ------- | ------- | --- | ------ | ----- |
| 2006-07 | Équipe A1 Afrique du Sud | NED SPR | NED FEA | TCHÈQUE SPR | TCHÈQUE FEA | BEI SPR | BEI FEA | MYS SPR | MYS FEA | IDN SPR 9 | IDN FEA Ret | NZL SPR 7 | NZL FEA 16 | AUS SPR 16 | AUS FEA Ret | RSA SPR | RSA FEA | MEX SPR | MEX FEA | SHA SPR 8 | SHA FEA 12 | GBR SPR | GBR SPR | NC  | 0      | [ 7 ] |
| 2008-09 | Équipe A1 Afrique du Sud | NED SPR | NED FEA | CHN SPR     | CHN FEA     | MYS SPR | MYS FEA | NZL SPR | NZL FEA | RSA SPR   | RSA FEA     | POR SPR   | POR FEA    | GBR SPR 15 | GBR SPR 11  |         |         |         |         |           |            |         |         | 14e | 19     | [ 8 ] |